# O.T.Come Home
O.T.Come Home（オーティーカムホーム）は、奥田民生の11枚目のスタジオ・アルバム。2013年11月27日発売。初回生産限定盤、通常盤、アナログ盤の3形態でリリース。

## 解説
前作から約1000日振りとなるオリジナル・アルバム。地球三兄弟での活動の後、スタッフの進言によって、このタイミングでのソロ作品のリリースとなったという。
自身だけで全ての楽器を演奏し楽曲を制作した作品。これについて奥田は、メンバーを呼んでの打合せが面倒だったため、最初は一人でやってみようと思い取り掛かったところ、そのまま最後まで行ったという趣旨の事を述べている。本作のタイトルの一部「Come Home」も、こうした背景を踏まえたもの。
2015年、奥田は自主レーベル「ラーメンカレーミュージックレコード」設立を発表。本作はUNICORNとしてのデビュー時から在籍していたSMEJ系レーベルからの最後のオリジナル・アルバムとなった。

## 収録曲
| 全作詞・作曲: 奥田民生。 |                                                |          |            |      |
| #                        | タイトル                                       | 作詞     | 作曲・編曲 | 時間 |
| 1.                       | 「フリー」                                     | 奥田民生 | 奥田民生   | 4:02 |
| 2.                       | 「ちょっとにがい」                             | 奥田民生 | 奥田民生   | 3:48 |
| 3.                       | 「マイカントリーロード」                       | 奥田民生 | 奥田民生   | 4:24 |
| 4.                       | 「一輪の車」                                   | 奥田民生 | 奥田民生   | 3:13 |
| 5.                       | 「太陽の野郎」                                 | 奥田民生 | 奥田民生   | 6:01 |
| 6.                       | 「息するように」                               | 奥田民生 | 奥田民生   | 4:29 |
| 7.                       | 「チューイチューイトレイン」                   | 奥田民生 | 奥田民生   | 2:22 |
| 8.                       | 「ぼくら」                                     | 奥田民生 | 奥田民生   | 4:58 |
| 9.                       | 「風はどこから」                               | 奥田民生 | 奥田民生   | 2:53 |
| 10.                      | 「風は西から」                                 | 奥田民生 | 奥田民生   | 3:39 |
| 11.                      | 「フリーザー」                                 | 奥田民生 | 奥田民生   | 2:19 |
| 12.                      | 「かいあって」                                 | 奥田民生 | 奥田民生   | 2:53 |
| 13.                      | 「拳を天につき上げろ」(アルバム・ヴァージョン) | 奥田民生 | 奥田民生   | 4:06 |
| 合計時間:                | 合計時間:                                      | 49:07    |            |      |

### 曲解説
1. フリー
2. ちょっとにがい
3. マイカントリーロード
4. 一輪の車
5. 太陽の野郎
6. 息するように
7. チューイチューイトレイン
LG Electronics Japanスマートフォン「isai」TVCMソング。
8. ぼくら
9. 風はどこから
10. 風は西から
25thシングル。マツダ「Be a driver.」企業CM曲。
11. フリーザー
12. かいあって
13. 拳を天につき上げろ (アルバム・ヴァージョン)
24thシングル。サッポロビール2012年企業CM曲。